# ブラック・ショーマンと覚醒する女たち
『ブラック・ショーマンと覚醒する女たち』（ブラック・ショーマンとかくせいするおんなたち）は、東野圭吾による日本の推理小説。連作短編集。ブラック・ショーマンシリーズの第2作。

## 概要
謎に包まれたバー「トラップハンド」のマスターと、彼の華麗なるマジックによって変貌を遂げていく女性たちのミステリー。

光文社の読者プレゼント企画で書かれた1編と、アンソロジー文庫『Jミステリー』（光文社）2022年4月号から2023年4月号までに掲載された3編に、書下ろしの2編を加え2024年1月30日に同社から刊行された。
本作は『ブラック・ショーマンと名もなき町の殺人』の続編で、バー「トラップハンド」のマスターで元マジシャンの神尾武史を主人公に、前作に引き続き武史の姪の真世が登場し、収録作「マボロシの女」で描かれる2年前の回想シーンには、同じく前作の登場人物である真世の父で武史の兄である英一も登場する。

## あらすじ
トラップハンド
恵比寿にある隠れ家的バー「トラップハンド」で陣内美菜は婚活サイトで出会ったIT企業の経営者・清川からハワイにある別荘の写真を見せられ、彼が注文したカクテル、ブルー・ハワイをふるまわれる。2人がそれを飲み干しグラスが空になったころ、バーのマスター・神尾武史は「何かお作りしましょうか」と尋ね、お勧めのカクテルを優雅に作り始める。
リノベの女
神尾真世にマンションのリノベーションを依頼した資産家の未亡人・上松和美は、音信不通となっていた兄の竹内祐作から「トラップハンド」で離別した実父の介護への資金を無心されるが、突然、「お前は本当の妹ではない、偽物だ」と言われる。
マボロシの女
2年前、アパレルショップ店員の火野柚希は妻帯者と知りつつウッド・ベース奏者で歯科医の高藤智也と交際していたが、高藤が交通事故死する。高藤との死別から立ち直れない柚希は「トラップハンド」のマスター武史から教えられた高藤が生前通っていた横須賀のジャズクラブを親友の山本弥生と訪ねるが、一人息子しかいないといっていたはずの高藤が、娘と来店していたことが明らかとなる。
相続人を宿す女
真世は青山のマンションリフォームを依頼された高齢の富永良和・朝子夫妻から、突然リフォームの保留を告げられる。真世は朝子から、亡くなった息子の元妻・諸月沙智が息子の子を宿し、胎児への遺産相続を主張され勝手にリフォームできなくなったと明かされる。真世から相談を受けた武史は、可愛い姪のためと言いつつ、謝礼目当てに沙智に相続を放棄させると豪語し、真世に朝子の紹介を求める。
続・リノベの女
2か月前に介助付き老人ホームに入居した末永久子は娘の奈々恵を服毒自殺で失っていたが、そのことを知らない古い知人の山村洋子から、都内で奈々恵を目撃したと書かれた便りを受け取る。老人ホームのスタッフ・石崎直孝は娘を目撃した具体的な場所を聞き出してほしいと久子から依頼され、山村と対面して教えられたその場所は、恵比寿のバー「トラップハンド」であった。
査定する女
結婚相手に資産家を希望する高級イタリア家具メーカー「バルバロックス」の販売員・陣内美菜は、リフォームするダイニングに置くソファーを探しに来店した真世の顧客・栗塚正章に興味を示す。美菜は「トラップハンド」で真世から栗塚がかなりの資産家であることを確認するが、再び「バルバロックス」に来店した栗塚からランチの誘いを受ける。

## 登場人物

### 主要人物
神尾 武史（かみお たけし）
恵比寿のバー「トラップハンド」のマスター。元マジシャン。金にシビア。
端整な顔つきに長身で手足が長い。バーでは黒いベスト姿、屋外ではミリタリージャケット姿。
神尾 真世（かみお まよ）
武史の姪。都内の不動産会社「文光不動産」リフォーム部（マンション担当）の建築士。

### トラップハンド
陣内 美菜（じんない みな）
高級イタリア家具メーカー「バルバロックス」のインテリアコンサルタント。28歳。飛び切りの美人。帰国子女。
婚活サイトやアプリで結婚相手を探す女性で、最も重要なのは「経済力の査定」という信条を持ち、「トラップハンド」で武史に男性が本当に資産家かの品定めを任せる。
清川（きよかわ）
IT企業を経営する実業家。45歳。結婚歴無し。 美菜にハワイに一軒家の別荘を所有していると明かす。

### リノベの女
上松 和美（うえまつ かずみ）
資産家の遺産を相続した未亡人。43歳。美人。白金のマンションリノベーションを依頼する真世の顧客。
父の浮気で両親が離婚し兄と母の元に残るが、中学2年のころ母が病死し施設に預けられる。また、高卒で就職した兄が消息を絶ち音信不通となる。
竹内 祐作（たけうち ゆうさく）
和美の兄。47歳。短髪で無精髭を生やした、やや小太りの男性。和美を探し当て痴呆症となった父の介護に月50万円を無心する。
しかし「トラップハンド」で行われたその話し合いの場で、和美に対し突然「お前は本当の妹ではない、偽物だ」と言い出す。
上松 孝吉（うえまつ こうきち）
和美の亡き夫。実業家。70歳で前夫人との死別を機にリタイアし高級老人施設で過ごすが、77歳の春、和美と電撃的に再婚する。
しかし3年前、糖尿病を悪化させ82歳で亡くなる。前夫人との間に子供はおらず、晩年は和美と横浜の山手町に住んでいた。
末永 奈々恵（すえなが ななえ）
川崎にある大型書店の店員。39歳。母の知人の息子である外資系企業のエリート社員と結婚するが、彼の浮気で離婚する。
「疲れました。ごめんなさい」と記された遺書を残し、自室で服毒自殺する。

### マボロシの女
火野 柚希（ひの ゆずき）
銀座のアパレルショップ店員。2年前、妻帯者と知りながらアプローチをかけてきた高藤智也に惹かれ不倫関係となる。
高藤から半年後に一人息子が高校を卒業したら妻と離婚するので一緒になってほしいと告げられていたが、高藤が交通事故死する。
高藤 智也（たかとう ともや）
「高藤デンタルクリニック」の歯科医師。ウッド・ベース奏者のジャズマン。武史の知人。
ライブ終わりに楽器をクルマに搬送中バイクに轢かれ転倒、頭部を強く打ち帝都大学病院に搬送されるが、44歳で脳挫傷で亡くなる。
高藤 良子（たかとう りょうこ）
高藤の妻。40歳前後。ショートヘアの歯科医。祖父の代から「ソノムラ歯科医院」を経営。
智也と一緒に「ソノムラ歯科医院」で働くが、ジャズの練習で仕事を抜ける智也と不仲になり、彼が自身の歯科医院を開業し家を出て別居状態となる。
山本 弥生（やまもと やよい）
デパートの化粧品売り場の店長。柚希の大学時代からの親友。高藤が亡くなり落ち込む柚希を心配し励ます。
吉野（よしの）
デパートの外商部員。弥生の同期。
森永（もりなが）
柚希との会食に呼ばれたやや太めの体型の男性。吉野の高校時代からの友人。映像オタク。
鹿島（かしま）
智也が演奏者としても客としても通っていた横須賀のジャズクラブのマネージャー。武史の知人。
柚希と弥生に、高藤は彼の娘と一緒にこの店に来店していたと写真を見せて教える。
高藤の娘
20代くらいの若い女性。エキゾチックな顔立ちで美人の部類。柚希は高藤には一人息子しかいないと聞かされていた。
富樫（とがし）
紳士服売り場に勤務する男性。男性を紹介してほしいと柚希から頼まれた弥生が吉野に相談し会食に呼ばれる。
神尾 英一（かみお えいいち）
武史の兄。真世の父。緑の丸眼鏡。焦げ茶色のヘリンボーンのスーツ。時々「トラップハンド」を訪れている。

### 相続人を宿す女
富永 良和（とみなが よしかず）
真世の顧客。70歳前後。2か月前、真世に青山のマンションのリフォームを依頼していたが、保留したいと告げる。
富永 朝子（とみなが あさこ）
良和の妻。良和より数歳年下。栗色に染めたショートヘアの小柄な女性。
老朽化して2人暮らしには広すぎる一軒家を処分し、事故死した息子のマンションをリフォームして転居する予定だった。
富永 遥人（とみなが はると）
富永夫妻の息子。アイドルグループや歌手に曲を多数提供していた作曲家。
高速道路でトレーラーの横転事故に巻き込まれ5か月前に急死する。
諸月 沙智（もろづき さち）
PVやCMなどの制作で活躍するグラフィックデザイナー。遥人の別れた妻。エキゾチックな顔立ち。
遥人との離婚から8か月後、遥人の子を宿していると富永夫妻に明かし、嫡出推定に基づき遥人の遺産を胎児に相続させることを希望する。
諸月 塔子（もろづき とうこ）
沙智の姉。税理士。彫りが深くなく、表情の変化に乏しい能面のような顔立ち。
沙智の代理人として、富永夫妻に沙智の胎児へマンションをはじめとする遥人の遺産相続を交渉する。
菅沼 弘之（すがぬま ひろゆき）
富永夫婦が興信所を使って探し出した沙智の交際相手。赤坂の映像制作会社勤務。引き締まった体型に端整な顔を綺麗に日焼けさせた男。
沙智が遥人と離婚する前から交際しており、沙智の胎児の父親が遥人でも、生まれてくる子の父親になる覚悟があると武史に答える。
坂上 文香（さかがみ ふみか）
富永夫妻の娘で、遥人の妹。沙智とは専門学校時代からの友人で、兄に彼女を紹介する。病弱で入院する息子・奏太がいる。
三宅 昭典（みやけ あきのり）
名古屋にある南星医科大学病院の教授。

### 続・リノベの女
石崎 直孝（いしざき なおたか）
介助付き老人ホーム「ヴィラ・コンシード」の設備課 課長代理。50過ぎ。小太りの中年。元中古車販売員、家電販売員。バツイチ。
入居者の末永久子から自殺で亡くなったはずの娘・奈々恵ではないかと思われる女性の確認を依頼される。
末永 久子（すえなが ひさこ）
「ヴィラ・コンシード」の入居者。末永奈々恵の母。奈々恵を8か月前に、介護していた夫を半年前に亡くす。
娘のためといいつつ奈々恵の生活を束縛し、自由を奪っていた。認知症の初期症状がみられる中、「娘は死んでいない」「埋葬したのは別人」と口走る。
山村 洋子（やまむら ようこ）
久子の古くからの知人。還暦を過ぎたくらいの上品な女性。街中で奈々恵を目撃したと書かれた手紙を久子に送る。
子どものころの奈々恵にピアノを教えていたことがあり、彼女の結婚式に出席するなど面識がある。
坂田 香代子（さかた かよこ）
「ヴィラ・コンシード」の施設長。眼鏡をかけた小柄な中年女性。
戸倉 昌夫（とくら まさお）
末永久子の甥（久子の次兄の息子）。50歳より少し手前。中肉中背で、少し顔の大きい男性。

### 査定する女
栗塚 正章（くりづか まさあき）
メタバースのビジネス活用に取り組むIT企業の専務取締役。40歳前後の独身男性。身長180センチ前後で引き締まった体形。
真世にマンションリフォームを依頼しており、リビングに置くソファーを探しに「バルバロックス」を真世と訪れ、そこで出会った陣内美菜を後日食事に誘う。
大瀬 逸郎（おおせ いつろう）
武史がアメリカでマジシャンとして活躍していたことを知っている「トラップハンド」の来店客。還暦前後。ベレー帽に白い鬢。

## 書誌情報
- 光文社、2024年1月30日発売、ISBN 978-4-334-10182-4

| タイトル       | 初出                                  |
| -------------- | ------------------------------------- |
| トラップハンド | 光文社文庫読者プレゼント企画2021年    |
| リノベの女     | 『Jミステリー2022 SPRING』2022年4月号 |
| マボロシの女   | 『Jミステリー2022 FALL』2022年10月号  |
| 相続人を宿す女 | 『Jミステリー2023 SPRING』2023年4月号 |
| 続・リノベの女 | 書下ろし                              |
| 査定する女     | 書下ろし                              |

### 参照エピソード
1. 1 2 3 4  「トラップハンド」
2. 1 2 3 4 5 6 7  「リノベの女」
3. 1 2 3 4 5 6 7 8 9 10 11 12 13  「マボロシの女」
4. 1 2 3 4 5 6 7 8 9 10 11 12  「相続人を宿す女」
5. 1 2 3 4 5 6 7 8 9  「続・リノベの女」
6. 1 2 3 4 5 6  「査定する女」